# Dites-lui que je l'aime (film, 1977)
Pour les articles homonymes, voir Dites-lui que je l'aime.
Pour plus de détails, voir Fiche technique et Distribution.
Dites lui que je l'aime est un film français, réalisé par Claude Miller, sorti en 1977, et adapté du roman Ce mal étrange (1960) de Patricia Highsmith.

## Synopsis
Comptable dans une petite ville de Savoie, David Martinaud est épris d'une femme mariée, Lise. Solitaire, il a peu d'amis et seul le gardien de son immeuble, monsieur Chouin, le considère comme un garçon sérieux. Une de ses voisines, Juliette, semble être amoureuse de lui. Pourtant, alors qu'il fait croire qu'il rend visite à ses parents malades chaque week-end, David passe tous ses dimanches dans un chalet de montagne isolé qu'il a meublé pour Lise qu'il aime passionnément depuis l'enfance. 
Bien que Lise soit mariée, David espère toujours qu'elle viendra vivre avec lui. Il lui écrit, lui téléphone, lui rend visite même, sans prendre en considération la présence du mari, ni l'attitude très réticente de Lise. Un jour, après une rencontre violente, son époux se tue accidentellement. 
Désormais seule, Lise repousse les avances de David alors que Juliette tente toujours d'être aimée. Fou amoureux de Lise, David sombre dans une folie meurtrière qui mènera Lise à la mort.

## Fiche technique
- Titre : Dites lui que je l'aime
- Réalisation : Claude Miller
- Assistant réalisateur : Luc Béraud, Michel Such
- Scénario : Claude Miller et Luc Béraud, d'après Ce mal étrange de Patricia Highsmith
- Décors et costumes : Hilton McConnico
- Photographie : Pierre Lhomme
- Musique : Alain Jomy
- Son: Paul Lainé
- Coordinateur des combats et des cascades : Claude Carliez et son équipe
- Pays d'origine :  France
- Genre : romantique, thriller
- Durée : 107 minutes
- Date de sortie : 28 septembre 1977
- Affiche : Jouineau Bourduge (France)

## Distribution
- Gérard Depardieu : David Martinaud
- Miou-Miou : Juliette
- Claude Piéplu : M. Chouin
- Jacques Denis : Gérard Dutilleux
- Dominique Laffin : Lise Dutilleux
- Christian Clavier : François
- Xavier Saint-Macary : Michel Barbet
- Michel Pilorgé : Maurice
- Josiane Balasko : Nadine
- Véronique Silver : Madame Barbet
- Jacqueline Jeanne : Jeanne
- Michel Such : Raymond
- Annick Le Moal : Camille
- Nathan Miller : l'enfant
- Robert Duillier
- Daniel Perche
- Jeanne Lobre

## Autour du film
Claude Miller avait d'abord pensé à Michel Blanc pour le rôle de François. Celui-ci n'étant pas libre, il a engagé Christian Clavier.